# Bell OH-58 Kiowa
OH-58 Kiowa (Kiowa od plemienia Indian amerykańskich) – amerykański lekki śmigłowiec rozpoznawczy produkowany przez Bell Helicopter Textron.

## Historia
W 1960 roku Armia Stanów Zjednoczonych ogłosiła konkurs na opracowanie lekkiego śmigłowca obserwacyjnego LOH (od ang. Light Observation Helicopter), napędzanego silnikiem turbinowym i zdolnego zabrać 4 osoby. Firma Bell Helicopter Textron jako jedna z dwunastu przystąpiła do konkursu ze swoją maszyną oznaczoną OH-4/206A, która została wybrana do dalszych testów jako jeden z trzech śmigłowców, ostatecznie przegrywając z projektem firmy Hughes Helicopters, oznaczonym jako Hughes H-6.
Mimo przegranego przetargu wytwórnia Bell postanowiła rozpocząć produkcję OH-4 z przeznaczeniem na rynek cywilny pod nazwą Bell 206 JetRanger. Śmigłowiec został oblatany w grudniu 1965 roku i certyfikowany w październiku roku następnego.
W międzyczasie ze względu na problemy logistyczne firmy Hughes, które doprowadziły do znacznego podniesienia kosztów produkcji śmigłowca H-6 oraz zaangażowanie Stanów Zjednoczonych w wojnę w Wietnamie, US Army potrzebowała taniego śmigłowca, który mógłby być dostarczony w krótkim czasie, czemu nie mogła sprostać firma Hughes. Postanowiono ponowić przetarg, wybierając drugi z trzech testowanych śmigłowców, maszynę wytwórni Bell, będącą militarną wersją JetRangera i oznaczoną jako OH-58A Kiowa. Do czasu rozstrzygnięcia konkursu, producent trzeciej wytypowanej maszyny Hiller Helicopters, zbankrutował i został wykupiony przez Fairchild Engine and Airplane Corporation. Od jesieni 1969 roku wyprodukowano i dostarczono do jednostek w Wietnamie ponad 2200 śmigłowców Bell OH-58A Kiowa, które pełniły zarówno zadania obserwacyjne jak i transportowe.

## Wersje śmigłowca OH-58

### OH-4
Wersja prototypowa śmigłowca, wystawiona do konkursu w 1960 roku, która stała się bazą do budowy cywilnej wersji śmigłowca Bell 206A JetRanger.

### OH-58A Kiowa
Pierwsza wersja śmigłowca, będąca militarną odmianą śmigłowca Bell 208A JetRanger. Zbudowano ponad 2200 egzemplarzy tej maszyny z przeznaczeniem do zadań obserwacyjnych i rozpoznawczych, a także transportowych dla wojsk amerykańskich walczących w Wietnamie. OH-58A pełniły również rolę śmigłowców ewakuacji medycznej (MedEvac). Bardzo często śmigłowce Kiowa współdziałały z maszynami bojowymi Bell AH-1G Cobra, prowokując ostrzał nieprzyjaciela i oznaczając pozycje wroga, dla maszyn bojowych. Niektóre śmigłowce OH-58A były uzbrojone w sześciolufowe karabiny maszynowe M134 kalibru 7,62 mm, umocowane z lewej strony kadłuba, jednak ze względu na bardzo duże wibracje przenoszone na kadłub maszyny zrezygnowano z tego rozwiązania. Innym uzbrojeniem śmigłowców Kiowa był granatnik kalibru 40 mm.

### OH-58B Kiowa
W 1976 roku zbudowano 12 maszyn OH-58B przeznaczonych dla sił powietrznych Austrii, które przesłano do odbiorcy w stanie częściowo rozłożonym.

### OH-58C
W 1978 roku śmigłowce OH-58A zostało zmodernizowane do standardu OH-58C poprzez wymianę silnika na mocniejszy i dodanie nowocześniejszego wyposażenia awionicznego. OH-58C był używany jako śmigłowiec rozpoznawczy towarzyszący maszynom bojowym takim jak AH-1 Cobra lub AH-64 Apache. Blisko połowę maszyn wyposażono w możliwość przenoszenia przeciwlotniczych pocisków rakietowych Stinger, ale ze względu na ubogie oprzyrządowanie optyczne i brak zdolności operowania w złych warunkach atmosferycznych ostatecznie zastąpiono je nowszą wersją OH-58D Kiowa Warrior (ang. Wojownik Kiowa).

### OH-58D Kiowa Warrior
Dwumiejscowy śmigłowiec wyposażony w systemy obserwacji telewizyjnej przy słabym oświetleniu, systemy obserwacji w podczerwieni i desygnatory laserowe zabudowane w charakterystycznym kulistym zasobniku MMS (Mast Mounted Sight – celownik zamontowany na maszcie) powyżej wirnika głównego. Maszyna została przeznaczona do zadań rozpoznawczych i obserwacyjnych przy każdej pogodzie i podczas nocy z możliwością naprowadzania na cel, przy pomocy systemów laserowych, inteligentnej amunicji przenoszonej przez śmigłowce bojowe, samoloty, lub wystrzeliwanej z platform naziemnych. Przy wykorzystaniu systemu ATHS (Airborne Target Handover System – lotniczy system pośredniego naprowadzania) śmigłowiec Kiowa Warrior jest w stanie błyskawicznie przekazać koordynaty celu dla artylerii, lub innych systemów uzbrojenia wyposażonych w odpowiednie urządzenia odbiorcze. Uzbrojenie śmigłowca Kiowa Warrior stanowią pociski przeciwlotnicze Stinger, przeciwpancerne Hellfire, niekierowane pociski rakietowe Hydra kalibru 70 mm lub karabiny maszynowe kalibru .50 (12,7 mm). Pierwsze śmigłowce w wersji OH-58D dostarczono do jednostek w maju 1991 roku. Zastąpiły one przystosowane do zadań rozpoznawczych śmigłowce AH-1 Cobra i poprzednie wersje śmigłowców Kiowa, OH-58A i OH-58C wykorzystywane w oddziałach kawalerii powietrznej. 19 września 2017 roku odbył się ostatni lot śmigłowca OH-58D w barwach US Army. Maszyna przeleciała z bazy Felker Army Airfield na lotnisko w bazie Joint Base Langley–Eustis.